# Фільми про Тараса Шевченка

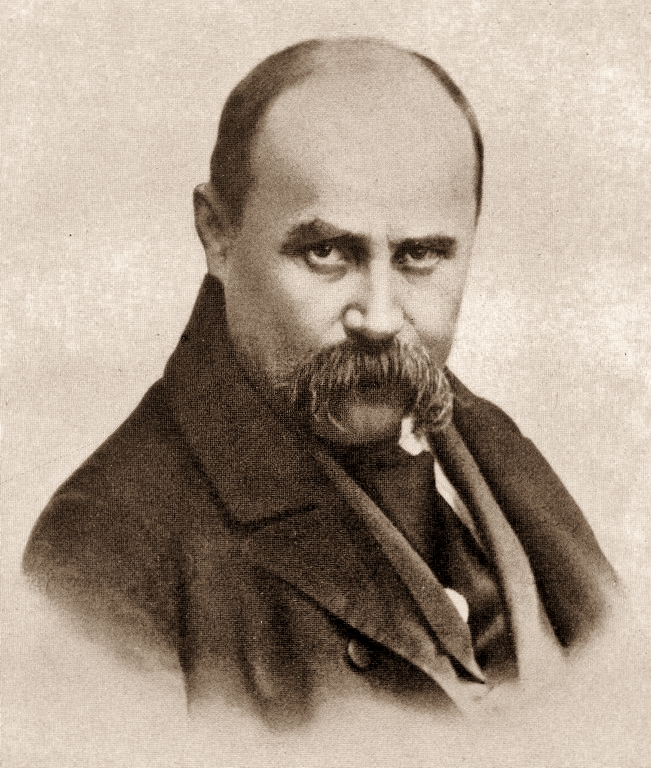
Тарас Шевченко, світлина 1858 року

Фільмографія Тараса Шевченка налічує близько двох десятків автобіографічних художніх фільмів та низку документальних фільмів. Першим художнім фільмом про Шевченка стала радянська стрічка «Тарас Шевченко».

## Історія
Існує близько двох десятків автобіографічних ігрових фільмів про Шевченка й створених за мотивами його творів, знятих в СРСР та Україні. Приблизно таку ж кількість складають й документальні фільми про поета. На екрані образ Шевченка втілювали Амвросій Бучма, Сергій Бондарчук, Дмитро Франько, Іван Миколайчук, Тарас Денисенко, Дмитро Суржик. Багато кінематографістів за створення фільмів, пов'язаних з Шевченком, отримали Шевченківську премію (Михайло Бєліков, Олег Бійма, Юрій Іллєнко, Лариса Кадочникова, Олександр Косинов, Тимофій Левчук, Микола Мащенко, Леонід Мужук, Сергій Параджанов, Леонід Осика, В. Шкурін, Микола Шудря й інші).

## Перелік фільмів
| Художні фільми - Тарас Шевченко (1926) - Тарас Шевченко (1951) - Сторінка життя (1964) - Сон (1964) - Сторінки життя (1964) - Поет і княжна (1999) - Братство (2005) - Тарас. Повернення (2019) Художні фільми за мотивами творів Шевченка - Катерина (1911) - Злива (1929) - Коліївщина (1933) - Прометей (1936) - Назар Стодоля (1937) - Назар Стодоля (1954) - Лілея (1959) - Наймичка (1964) - Капітанша (1987) - Назар Стодоля (1989) - Толока (2020) | Кіносеріали - Тарас Шевченко. Заповіт (1992—2005) Документальні фільми - Шевченко—художник (1954) - Імені великого Кобзаря (1959) - Думи Кобзаря (1960) - На Тарасовій горі (1961) - Шляхами Тараса (1962) - Розповіді про Шевченка (1963) - Тут жив Кобзар (1965) - Гілка вербова, гілка тернова (1989) - Доля художника Тараса Шевченка (1990) - Мій Шевченко (2001) - Художник Т. Шевченко (2006) - Великі Українці — Тарас Шевченко (2008) - Шевченко. 200 років самотності (2013) - Обличчя української історії. Тарас Шевченко (2013) - Тарас Шевченко. Ідентифікація (2014) - Тарас Шевченко (2014) - Кобзар (2014) - Наш Шевченко (2014) - Таємниці генія Шевченка (2014) - Ген свободи (2014) |